# Grande Prêmio do Canadá de 1991
Resultados do Grande Prêmio do Canadá de Fórmula 1 realizado em Montreal em 2 de junho de 1991. Quinta etapa do campeonato, foi vencido pelo brasileiro Nelson Piquet, da Benetton-Ford, com Stefano Modena em segundo pela Tyrrell-Honda e Riccardo Patrese em terceiro pela Williams-Renault.

## Resumo
Nigel Mansell tinha tudo para vencer a corrida, já que Ayrton Senna, o vencedor das quatro corridas do campeonato não tinha carro para acompanhar o ritmo dos dois Williams. Com 25 voltas, o alternador do seu McLaren pifou e o piloto brasileiro abandonou a corrida; duas voltas depois, Alain Prost encosta sua Ferrari por problemas na caixa de câmbio; a equipe italiana teria mais uma baixa com o abandono de motor de Jean Alesi na volta 34. Com os principais protagonistas fora da corrida, Mansell tinha tudo para vencer a primeira do ano. O piloto largou melhor do que Patrese e foi abrindo sendo senhor praticamente absoluto da prova, mas quando ia para receber a bandeirada, resolveu diminuir drasticamente o ritmo para poupar o equipamento do carro, mas como o motor ficou muito tempo funcionando em regime de rotação muito baixo, o alternador não enviou carga à bateria e o motor simplesmente apagou fazendo com que o piloto encostasse seu carro na área de escape faltando menos de três curvas da linha de chegada. Piquet que vinha mais de 50 segundos atrás e praticamente conformado com a colocação é informado pelo rádio da equipe Benetton do ocorrido com o piloto inglês da Williams. O piloto brasileiro volta a acelerar e só acredita que vai vencer quando olha o carro número 5 estacionado na área de escape. Nelson Piquet vence pela última vez na categoria. Após a prova, na entrevista coletiva, o piloto brasileiro disse que quase teve um orgasmo quando viu o carro de Mansell parado no local. Mesmo após abandonar a corrida, Nigel Mansell marcou um ponto, chegando em sexto lugar.
Após sete provas (três em 1990 e quatro em 1991), a Williams termina com as poles de Ayrton Senna e também da McLaren e pela primeira vez na temporada após quatro provas que não tem nenhum McLaren largando na primeira fila (2ª posição). Foi também o segundo e último pódio de Stefano Modena na categoria.
Primeiros pontos da Jordan na categoria e primeiros 2 pontos de Bertrand Gachot na carreira e o britânico Johnny Herbert substituiu o compatriota Julian Bailey na Lotus.

## Classificação da corrida

### Pré-classificação
| Pos. | Nº | Piloto             | Construtor        | Tempo    | Dif.     |
| ---- | -- | ------------------ | ----------------- | -------- | -------- |
| 1    | 21 | Emanuele Pirro     | Dallara-Judd      | 1:23.244 | —        |
| 2    | 22 | J. J. Lehto        | Dallara-Judd      | 1:23.480 | + 0.236  |
| 3    | 33 | Andrea de Cesaris  | Jordan-Ford       | 1:23.672 | + 0.428  |
| 4    | 32 | Bertrand Gachot    | Jordan-Ford       | 1:23.719 | + 0.475  |
| 5    | 14 | Olivier Grouillard | Fondmetal-Ford    | 1:24.795 | + 1.551  |
| 6    | 34 | Nicola Larini      | Lambo-Lamborghini | 1:25.736 | + 2.492  |
| 7    | 35 | Eric van de Poele  | Lambo-Lamborghini | 1:26.900 | + 3.656  |
| 8    | 31 | Pedro Chaves       | Coloni-Ford       | 1:34.475 | + 11.231 |

### Treinos
| Pos.    | Nº | Piloto            | Construtor         | Q1       | Q2       | Dif.    |
| ------- | -- | ----------------- | ------------------ | -------- | -------- | ------- |
| 1       | 6  | Riccardo Patrese  | Williams-Renault   | 1:37.593 | 1:19.837 | —       |
| 2       | 5  | Nigel Mansell     | Williams-Renault   | 1:35.065 | 1:20.225 | + 0.388 |
| 3       | 1  | Ayrton Senna      | McLaren-Honda      | 1:35.843 | 1:20.318 | + 0.481 |
| 4       | 27 | Alain Prost       | Ferrari            | 1:36.003 | 1:20.656 | + 0.819 |
| 5       | 19 | Roberto Moreno    | Benetton-Ford      | 1:35.897 | 1:20.686 | + 0.849 |
| 6       | 2  | Gerhard Berger    | McLaren-Honda      | 1:38.223 | 1:20.916 | + 1.079 |
| 7       | 28 | Jean Alesi        | Ferrari            | 1:35.257 | 1:21.227 | + 1.390 |
| 8       | 20 | Nelson Piquet     | Benetton-Ford      | 1:37.354 | 1:21.241 | + 1.404 |
| 9       | 4  | Stefano Modena    | Tyrrell-Honda      | 1:38.218 | 1:21.298 | + 1.461 |
| 10      | 21 | Emanuele Pirro    | Dallara-Judd       | 1:39.017 | 1:21.864 | + 2.027 |
| 11      | 33 | Andrea de Cesaris | Jordan-Ford        | 1:37.097 | 1:22.154 | + 2.317 |
| 12      | 3  | Satoru Nakajima   | Tyrrell-Honda      | 1:41.100 | 1:22.262 | + 2.425 |
| 13      | 16 | Ivan Capelli      | Leyton House-Ilmor | 1:40.906 | 1:22.443 | + 2.606 |
| 14      | 32 | Bertrand Gachot   | Jordan-Ford        | 1:38.383 | 1:22.596 | + 2.759 |
| 15      | 24 | Gianni Morbidelli | Minardi-Ferrari    | 1:39.780 | 1:22.993 | + 3.156 |
| 16      | 25 | Thierry Boutsen   | Ligier-Lamborghini | 1:38.517 | 1:23.040 | + 3.203 |
| 17      | 22 | J. J. Lehto       | Dallara-Judd       | 1:38.435 | 1:23.040 | + 3.203 |
| 18      | 23 | Pierluigi Martini | Minardi-Ferrari    | 1:37.864 | 1:23.125 | + 3.288 |
| 19      | 29 | Éric Bernard      | Lola-Ford          | 1:38.013 | 1:23.260 | + 3.423 |
| 20      | 7  | Martin Brundle    | Brabham-Yamaha     | 1:38.405 | 1:23.516 | + 3.679 |
| 21      | 9  | Michele Alboreto  | Footwork-Porsche   | 1:41.196 | 1:23.529 | + 3.692 |
| 22      | 30 | Aguri Suzuki      | Lola-Ford          | 1:39.696 | 1:23.585 | + 3.748 |
| 23      | 15 | Maurício Gugelmin | Leyton House-Ilmor | 1:38.689 | 1:23.650 | + 3.813 |
| 24      | 11 | Mika Häkkinen     | Lotus-Judd         | 1:42.900 | 1:23.923 | + 4.086 |
| 25      | 10 | Stefan Johansson  | Footwork-Porsche   | 1:49.019 | 1:24.433 | + 4.596 |
| 26      | 26 | Erik Comas        | Ligier-Lamborghini | 1:39.670 | 1:24.460 | + 4.623 |
| 27      | 18 | Fabrizio Barbazza | AGS-Ford           | 1:40.555 | 1:24.491 | + 4.654 |
| 28      | 17 | Gabriele Tarquini | AGS-Ford           | 1:41.946 | 1:24.653 | + 4.816 |
| 29      | 8  | Mark Blundell     | Brabham-Yamaha     | 1:39.897 | 1:24.661 | + 4.824 |
| 30      | 12 | Johnny Herbert    | Lotus-Judd         | 1:39.113 | 1:24.732 | + 4.895 |
| Fontes: |    |                   |                    |          |          |         |

### Corrida
| Pos.    | Nº | Piloto             | Construtor         | Voltas              | Tempo/Diferença      | Grid                | Pontos              |
| ------- | -- | ------------------ | ------------------ | ------------------- | -------------------- | ------------------- | ------------------- |
| 1       | 20 | Nelson Piquet      | Benetton-Ford      | 69                  | 1:38:51.490          | 8                   | 10                  |
| 2       | 4  | Stefano Modena     | Tyrrell-Honda      | 69                  | + 31.832             | 9                   | 6                   |
| 3       | 6  | Riccardo Patrese   | Williams-Renault   | 69                  | + 42.217             | 1                   | 4                   |
| 4       | 33 | Andrea de Cesaris  | Jordan-Ford        | 69                  | + 1:20.210           | 11                  | 3                   |
| 5       | 32 | Bertrand Gachot    | Jordan-Ford        | 69                  | + 1:22.351           | 14                  | 2                   |
| 6       | 5  | Nigel Mansell      | Williams-Renault   | 68                  | Pane elétrica        | 2                   | 1                   |
| 7       | 23 | Pierluigi Martini  | Minardi-Ferrari    | 68                  | + 1 volta            | 18                  |                     |
| 8       | 26 | Erik Comas         | Ligier-Lamborghini | 68                  | + 1 volta            | 26                  |                     |
| 9       | 21 | Emanuele Pirro     | Dallara-Judd       | 68                  | + 1 volta            | 10                  |                     |
| 10      | 3  | Satoru Nakajima    | Tyrrell-Honda      | 67                  | + 2 voltas           | 12                  |                     |
| Ret     | 15 | Maurício Gugelmin  | Leyton House-Ilmor | 61                  | Motor                | 23                  |                     |
| Ret     | 22 | J. J. Lehto        | Dallara-Judd       | 50                  | Motor                | 17                  |                     |
| Ret     | 10 | Stefan Johansson   | Footwork-Porsche   | 48                  | Regulador            | 25                  |                     |
| Ret     | 16 | Ivan Capelli       | Leyton House-Ilmor | 42                  | Motor                | 13                  |                     |
| Ret     | 28 | Jean Alesi         | Ferrari            | 34                  | Motor                | 7                   |                     |
| Ret     | 29 | Eric Bernard       | Lola-Ford          | 29                  | Câmbio               | 19                  |                     |
| Ret     | 27 | Alain Prost        | Ferrari            | 27                  | Câmbio               | 4                   |                     |
| Ret     | 25 | Thierry Boutsen    | Ligier-Lamborghini | 27                  | Motor                | 16                  |                     |
| Ret     | 1  | Ayrton Senna       | McLaren-Honda      | 25                  | Alternador           | 3                   |                     |
| Ret     | 11 | Mika Häkkinen      | Lotus-Judd         | 21                  | Rodou                | 24                  |                     |
| Ret     | 7  | Martin Brundle     | Brabham-Yamaha     | 21                  | Motor                | 20                  |                     |
| Ret     | 24 | Gianni Morbidelli  | Minardi-Ferrari    | 20                  | Rodou                | 15                  |                     |
| Ret     | 19 | Roberto Moreno     | Benetton-Ford      | 10                  | Suspensão            | 5                   |                     |
| Ret     | 2  | Gerhard Berger     | McLaren-Honda      | 4                   | Injeção              | 6                   |                     |
| Ret     | 30 | Aguri Suzuki       | Lola-Ford          | 3                   | Pane seca            | 22                  |                     |
| Ret     | 9  | Michele Alboreto   | Footwork-Porsche   | 2                   | Regulador de pressão | 21                  |                     |
| DNQ     | 18 | Fabrizio Barbazza  | AGS-Ford           | Não qualificado     | Não qualificado      | Não qualificado     | Não qualificado     |
| DNQ     | 17 | Gabriele Tarquini  | AGS-Ford           | Não qualificado     | Não qualificado      | Não qualificado     | Não qualificado     |
| DNQ     | 8  | Mark Blundell      | Brabham-Yamaha     | Não qualificado     | Não qualificado      | Não qualificado     | Não qualificado     |
| DNQ     | 12 | Johnny Herbert     | Lotus-Judd         | Não qualificado     | Não qualificado      | Não qualificado     | Não qualificado     |
| DNPQ    | 14 | Olivier Grouillard | Fondmetal-Ford     | Não pré-qualificado | Não pré-qualificado  | Não pré-qualificado | Não pré-qualificado |
| DNPQ    | 34 | Nicola Larini      | Lambo-Lamborghini  | Não pré-qualificado | Não pré-qualificado  | Não pré-qualificado | Não pré-qualificado |
| DNPQ    | 35 | Eric Van de Poele  | Lambo-Lamborghini  | Não pré-qualificado | Não pré-qualificado  | Não pré-qualificado | Não pré-qualificado |
| DNPQ    | 31 | Pedro Chaves       | Coloni-Ford        | Não pré-qualificado | Não pré-qualificado  | Não pré-qualificado | Não pré-qualificado |
| Fontes: |    |                    |                    |                     |                      |                     |                     |

## Tabela do campeonato após a corrida
| Pos.    | Piloto           | Pontos |
| ------- | ---------------- | ------ |
| 1       | Ayrton Senna     | 40     |
| 2       | Nelson Piquet    | 16     |
| 3       | Alain Prost      | 11     |
| 4       | Riccardo Patrese | 10     |
| 5       | Gerhard Berger   | 10     |
| Fontes: |                  |        |

| Pos.    | Construtor       | Pontos |
| ------- | ---------------- | ------ |
| 1       | McLaren-Honda    | 50     |
| 2       | Benetton-Ford    | 19     |
| 3       | Williams-Renault | 17     |
| 4       | Ferrari          | 16     |
| 5       | Tyrrell-Honda    | 11     |
| Fontes: |                  |        |

- Nota: Somente as primeiras cinco posições estão listadas.